# Владимир Михаиловић
Владимир Михаиловић (Цетиње, 10. август 1990) црногорски је кошаркаш. Игра на позицији бека, а тренутно наступа за Задар.

## Биографија
Каријеру је почео у екипи Морнара одакле 2010. долази у Будућност. Са Подгоричанима проводи наредне четири сезоне и за то време осваја четири национална првенства и три купа. У августу 2014. прелази у белгијски Остенде где се задржава два месеца. У новембру 2014. је постао члан немачког Тибингена и ту остао до краја сезоне 2015/16. У јуну 2016. прелази у с.Оливер Вирцбург са којим се задржава до 15. децембра 2016. када постаје играч Олденбурга. У сезони 2017/18. поново је бранио боје Остендеа. У августу 2018. године потписао је за Анвил Влоцлавек а у фебруару 2019. прелази у Цмоки-Минск до краја сезоне. Од 2019. до 2021. је био играч Окапи Алстара.
Са репрезентацијом Црне Горе је играо на три Европска првенства – 2011, 2017. и 2022. као и на Светском првенству 2023. године.

## Успеси

### Клупски
- Будућност:
  - Првенство Црне Горе (4): 2010/11, 2011/12, 2012/13, 2013/14.
  - Куп Црне Горе (3): 2011, 2012, 2014.

- Остенде:
  - Првенство Белгије (1): 2017/18.
  - Куп Белгије (1): 2018.